# Дом Вити Черевичкина
Дом С. Бароновой, в котором жил В. Черевичкин — ростовский памятник градостроительства и архитектуры. Здание расположено на улице 28-я Линия в историческом районе Нахичевани. Построено вероятно в 1910-е годы. С 1998 года зданию присвоен статус объекта культурного наследия России регионального значения.

## Особенности
На доме установлена мемориальная табличка в честь Вити Черевичкина — юного героя, трагически погибшего в годы Великой Отечественной войны. Он стал символом сопротивления оккупационным силам, и его имя также увековечено в названиях улиц и памятниках Ростова-на-Дону. Согласно архивным данным, дом, в котором жил Витя Черевичкин ранее входил в состав домовладения С. Бароновой.

## Архитектурные особенности
Фасад здания украшен лепным декором, характерным для эклектики и раннего модерна. Оконные проёмы имеют сложные сандрики с изогнутыми линиями, что указывает на влияние модерновой пластики. Нижняя часть стен оформлена рустовкой, а декоративные филёнки и геометрические элементы придают зданию изящный и респектабельный вид. Карниз с модульонами завершает композицию фасада, а небольшие кронштейны в верхней части оконных наличников создают ритмичный эффект.